# Bloco-L (estágio de foguete)
O Bloco-L, foi um estágio de foguete movido a combustível líquido (Querosene e LOX), desenvolvido para ser o quarto estágio do foguete Molniya-8K78. Ele foi parte integrante dos primeiros voos espaciais em direção a Lua, Vênus e Marte entre outros.

## Características
Essas são as características do Bloco-L:
- Massa na decolagem:	6,66 toneladas
- Massa vazio: 1,16 toneladas
- Altura: 3,2 m
- Diâmetro: 2,4 m
- Combustível: Querosene
- Oxidante: Oxigénio líquido
- Empuxo: 66,6 kN
- Tempo de combustão: ~340 s